# Tabackuri
Tabackuri (gruzínsky ტაბაწყური) je bezodtoké jezero sopečného původu v Gruzii. Má rozlohu 14,2 km², průměrnou hloubku 15,6 m a maximální hloubku 40,2 m. Je 6,5 km dlouhé při největší šířce 4 km. Leží v nadmořské výšce 1991 m v Džavachetské vysočině u úpatí Trialetského a Samsarského hřbetu.

## Vodní režim
Zdroj vody je převážně podzemní a odtok je rovněž podzemní. Roční rozsah kolísání hladiny je maximálně 1,1 m.

## Využití
Na jezeře je rozvinuté rybářství (kapr, pstruh, usač).